# Salle des tombeaux des Ducs de Bourgogne
La salle des tombeaux ou salle des gardes ou salle des ducs de Bourgogne est une ancienne grande salle d'apparat, de cérémonie et banquet, de style gothique flamboyant du XVe siècle, des souverains de l'État bourguignon, du palais des ducs de Bourgogne à Dijon en Bourgogne. Elle est un des hauts lieux touristiques de la Bourgogne avec ses deux tombeaux des ducs Philippe II de Bourgogne (Philippe le Hardi) et Jean Ier de Bourgogne (Jean sans Peur), exposés depuis 1827 dans cette salle intégrée au musée des beaux-arts de Dijon.
En 2013, la salle a été complètement refaite en même temps que le parcours Moyen Âge/Renaissance du musée des beaux-arts.

## Historique
Entre 1450 et 1455, le duc Philippe III de Bourgogne (Philippe le Bon) fait construire cette grande salle d'apparat au premier étage du logis ducal, du côté nord de son palais des ducs de Bourgogne, avec une importante surface de 18 × 9 m et 9 m de haut. Elle communique par des portes gothiques avec la tour de Bar et les appartements du premier étage. Il est probable qu'elle soit venue s'appuyer sur l'ancien pignon extérieur du palais, augmentant ainsi sa longueur.

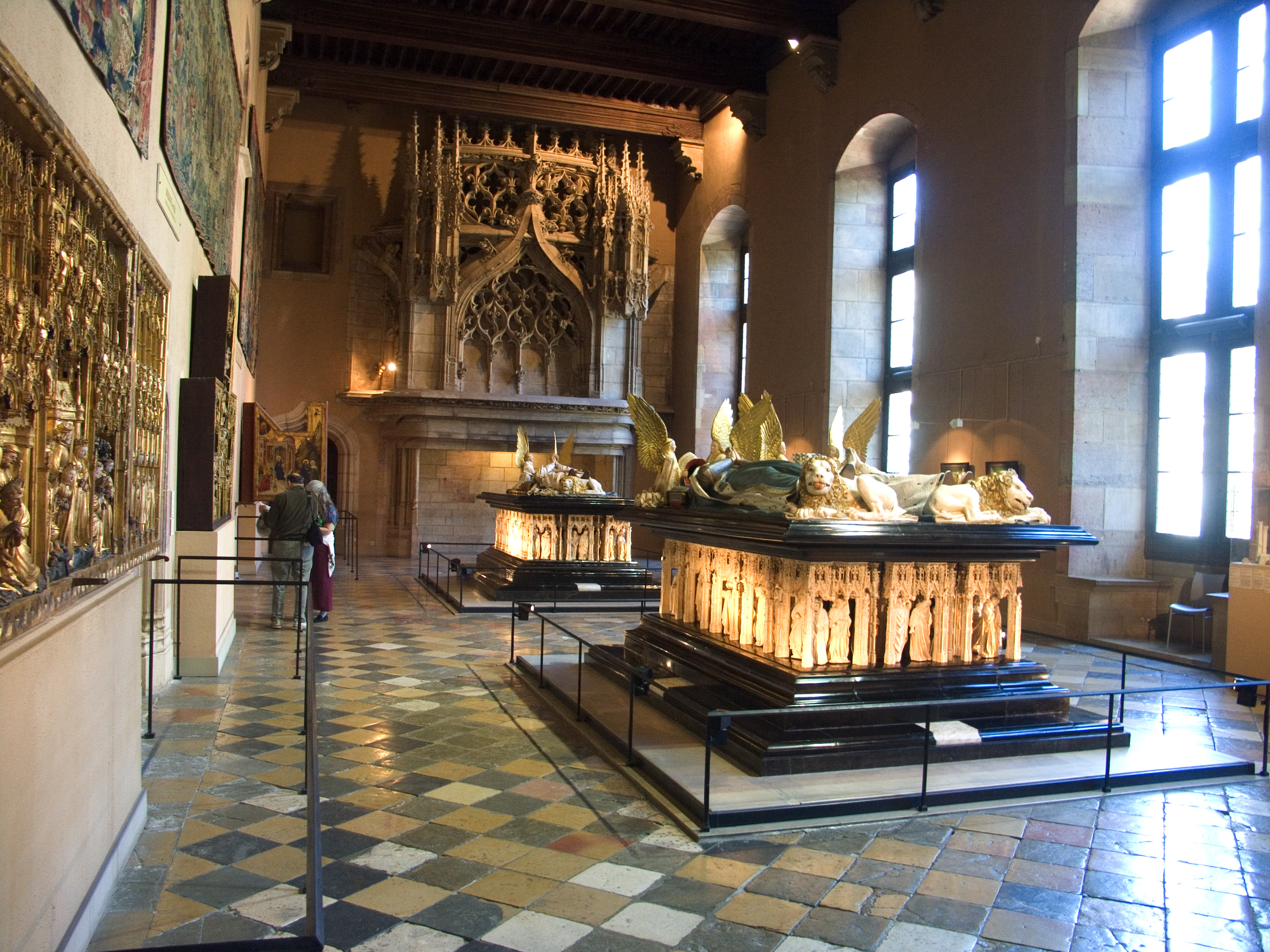
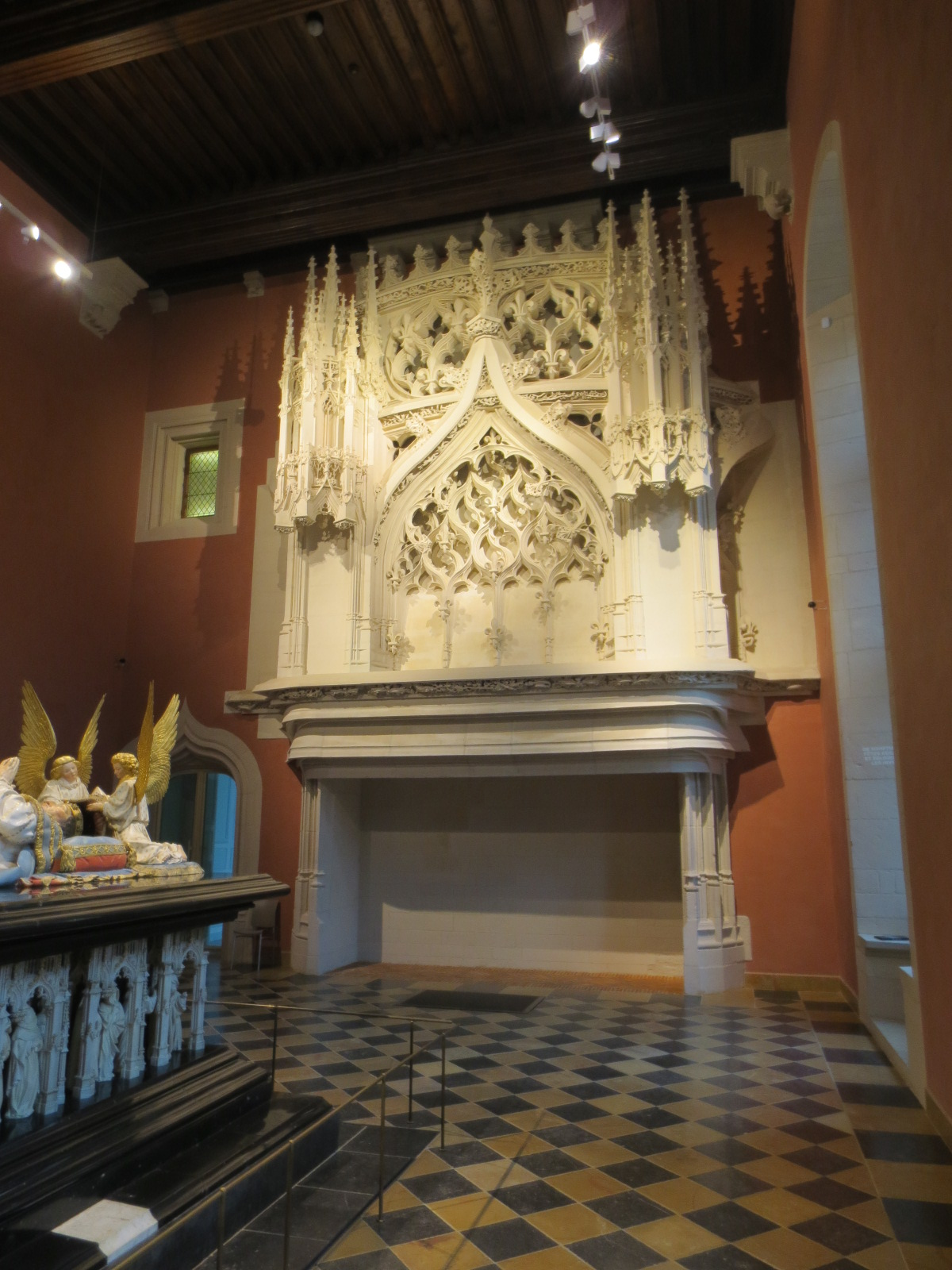

Elle est utilisée lors des grandes cérémonies et fêtes fastueuses de la riche et puissante cour de l'État bourguignon, avec une tribune pour les musiciens à l'est et une cheminée monumentale style gothique flamboyant reconstruite en 1504, après l'incendie qui ravage la partie haute du palais en 1503.
En 1548, la tribune est reconstruite pour la visite du roi Henri II de France.
Au XVIIe siècle elle est affectée aux gardes du gouverneur de Bourgogne et rebaptisée « salle des gardes ». Elle est harmonisée au style classique du palais avec un décor de corniches, boiseries, tapisseries à fleur de lys en 1711.
À la Révolution française, une importante partie du palais devient musée des beaux-arts de Dijon. En 1827, deux tombeaux des ducs de Bourgogne y sont exposés au public après un important travail de reconstitution / restauration. Ils sont issus de la chartreuse de Champmol près Dijon (nécropole des ducs de Bourgogne, détruite à la Révolution française), puis de la cathédrale Saint-Bénigne de Dijon. La grande salle fait alors office de sorte de Panthéon dijonnais avec à l'origine des bustes et portraits de Bourguignons illustres dont Jacques-Bénigne Bossuet, Jean-Philippe Rameau, Georges-Louis Leclerc de Buffon... retirés depuis après plusieurs réorganisations des lieux.
D'importantes restaurations eurent lieu au XIXe siècle, d'abord de 1818 à 1828 pour l'installation du musée, puis de 1895 à 1904.
Son imposante cheminée a subi beaucoup de restaurations, tant au XVIe qu'au XIXe siècle.

## Tombeaux des ducs de Bourgogne
Les tombeaux des ducs de Bourgogne se trouvaient à l'origine dans la chartreuse de Champmol. C'étaient des cénotaphes car les restes des ducs se trouvaient dans des caveaux construits dans la cathédrale. Ils n'ont été identifiés qu'en 1841
La destruction des tombeaux des ducs est décidée au cours de la délibération du conseil général de la commune de Dijon le 8 août 1793, confirmée par les arrêtés du district de l'arrondissement et du directoire du département de la Côte-d'Or du 23 frimaire an II (13 décembre 1793). L'arrêté prévoit que les sculptures des ducs soient réduites en blocs et que les autres parties des monuments soient conservées. Sur les 80 statuettes de pleurants, 70 ont été déposées dans le local du musée. Les tables et bases en marbre noir de Dinant ont été mises en dépôt dans la cathédrale où les tombeaux avaient été transportés après la suppression de la chartreuse, en 1791. Les ornements en marbre blanc et en albâtre qui se trouvaient entre la table et la base servant de niches aux statuettes ont été dispersés dans différents édifices publics. Quand les autorités ont décidé de la conservation des tombeaux, elles ont confié la conservation des différents fragments à Claude Saintpère (1771-1854), professeur d'architecture à l'École des beaux-arts de Dijon. Ce dernier a racheté les parties des tombeaux qui avaient été distraites et demandé au conseil général du département les fonds nécessaires à la restauration des tombeaux. ce n'est qu'en 1818 que le conseil général a donné son accord. Environ 25 000 francs qui ont été dépensés pour cette restauration. Il a d'abord été prévu de les remonter dans la cathédrale de Dijon, mais l'évêque considérant que les restes des ducs n'existant plus, les tombeaux pouvaient être placés, sans profanation, dans le domaine des arts. Il a alors été décidé de les remonter dans la Salle des gardes du palais ducal. La restauration est achevée en 1827. La restauration des figures a été faite Jean-Baptiste-Louis-Joseph Moreau, de Dijon, et celle de l'architecture et des ornements par Louis Marion (1793-1873), de Semur. 

### Tombeau de Philippe le Hardi
Le tombeau du duc Philippe le Hardi (1342-1404) est réalisé entre 1386 et 1411 par les sculpteurs Jean de Marville, puis Claus Sluter, puis Claus de Werve.
Le gisant porte les attributs de la chevalerie et du pouvoir : en armure à l'origine, puis en manteau après restauration de 1820, avec couronne, sceptre, heaume orné de fleurs de lys des princes capétiens de Valois, héraldique, anges, lion (symbolique du lion en occident au Moyen Âge) et dalle en marbre noir portée par un important cortège de pleurants en deuil...

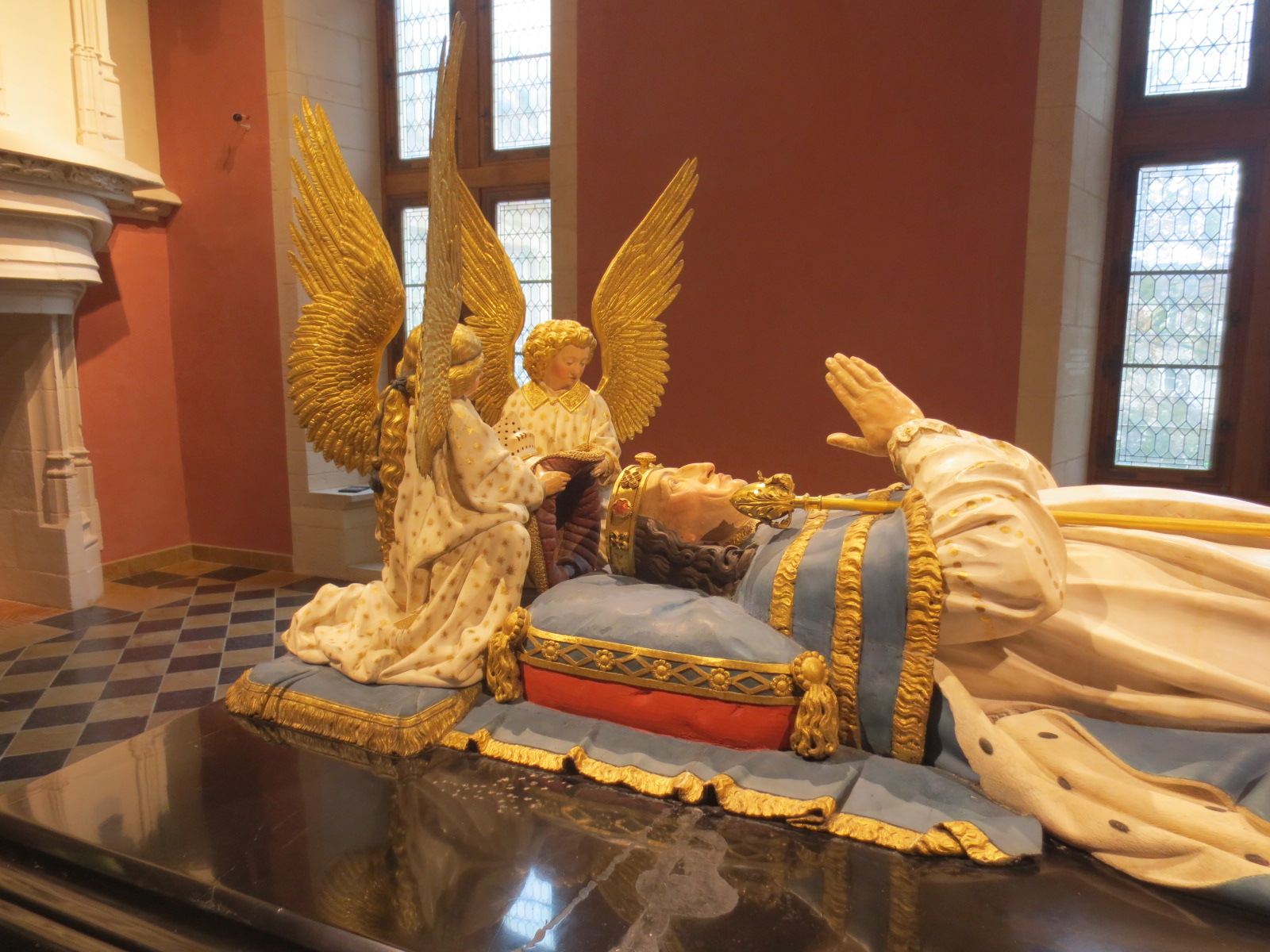
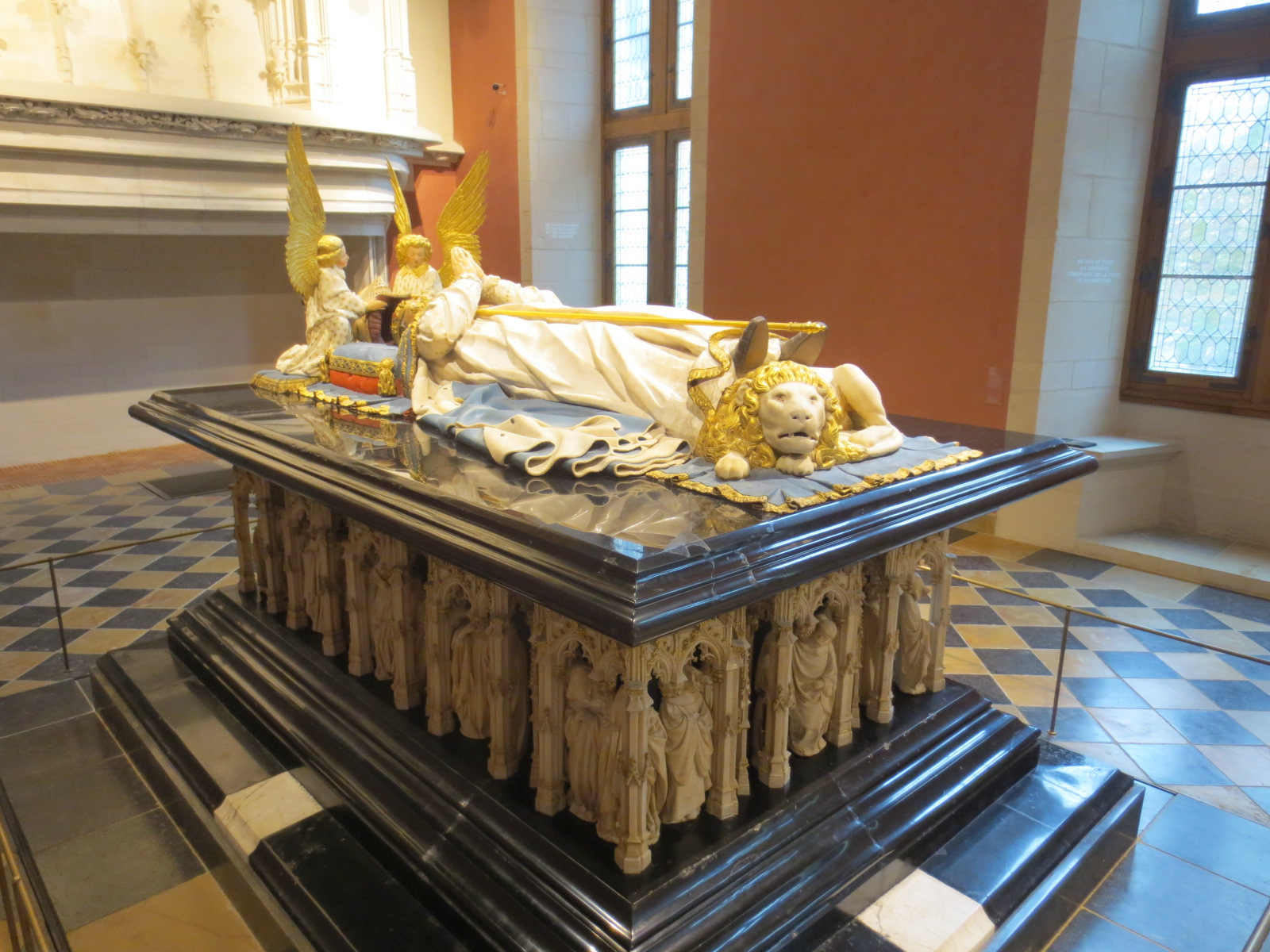
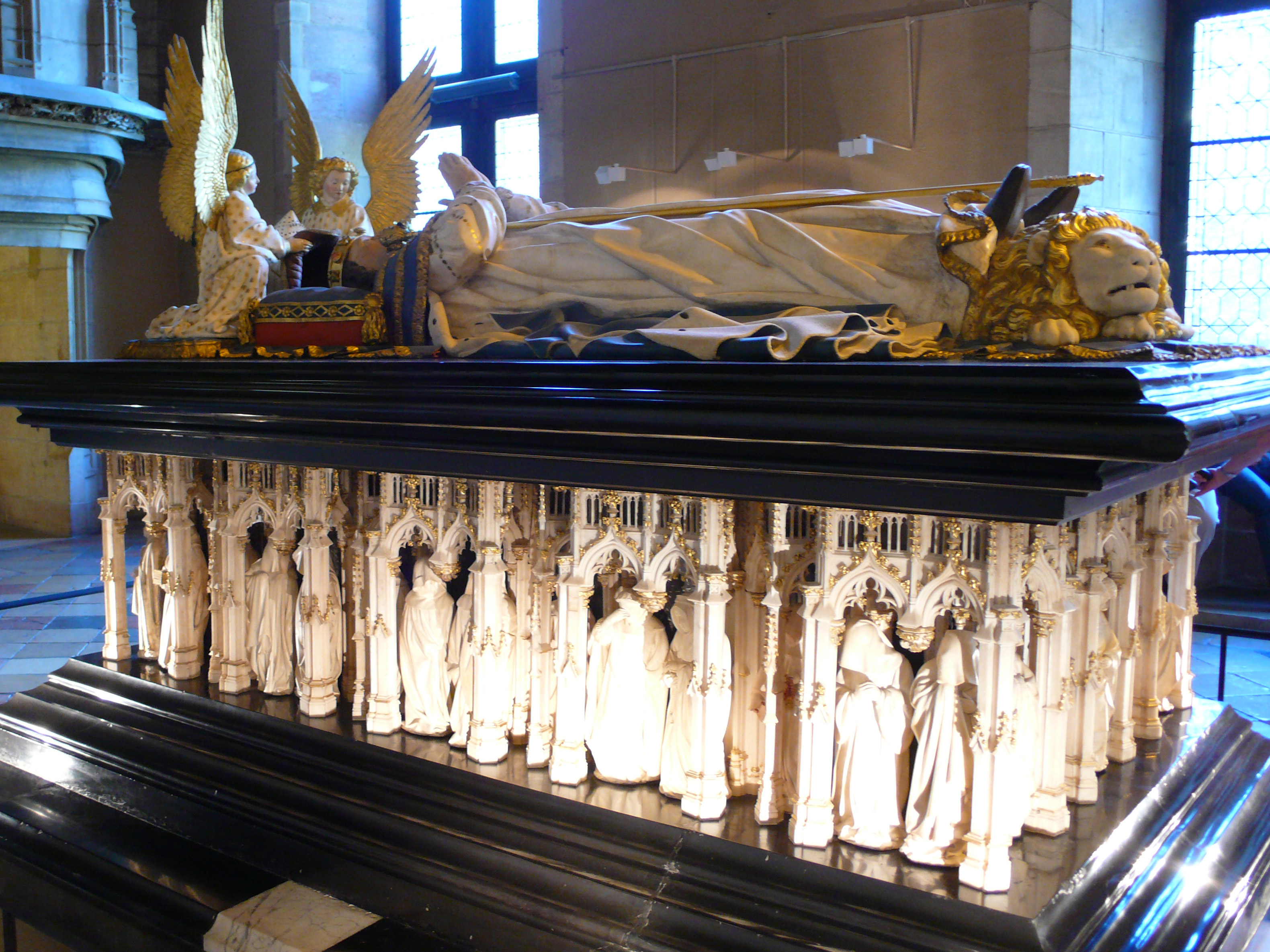
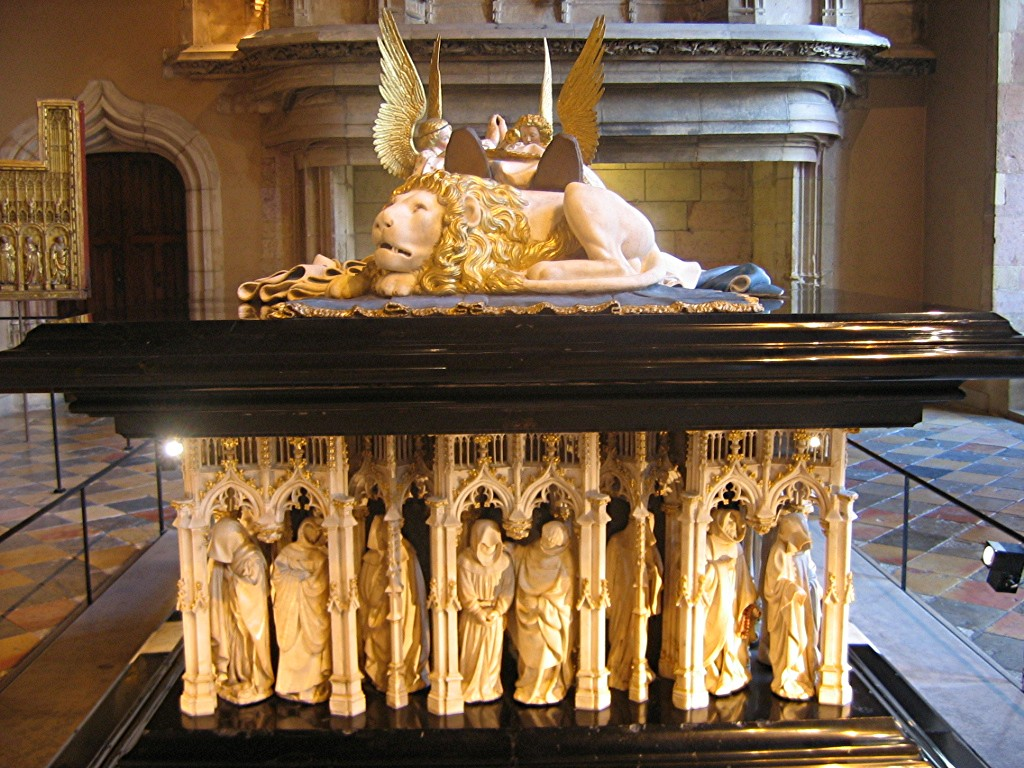

### Tombeau de Jean sans Peur et de Marguerite de Bavière
Le tombeau du duc Jean sans Peur (1371-1419, fils du précédent) et de son épouse la duchesse Marguerite de Bavière (1363-1424) est réalisé entre 1443 et 1470 par les sculpteurs Jean de la Huerta et Antoine Le Moiturier, à l'image du précédent.

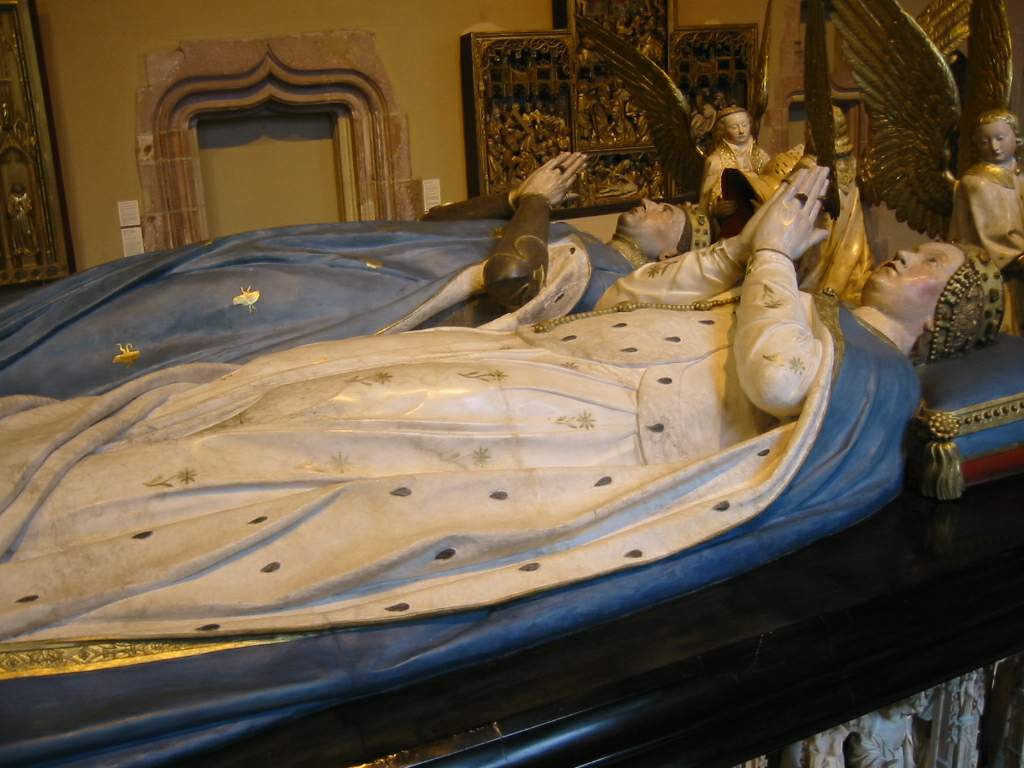
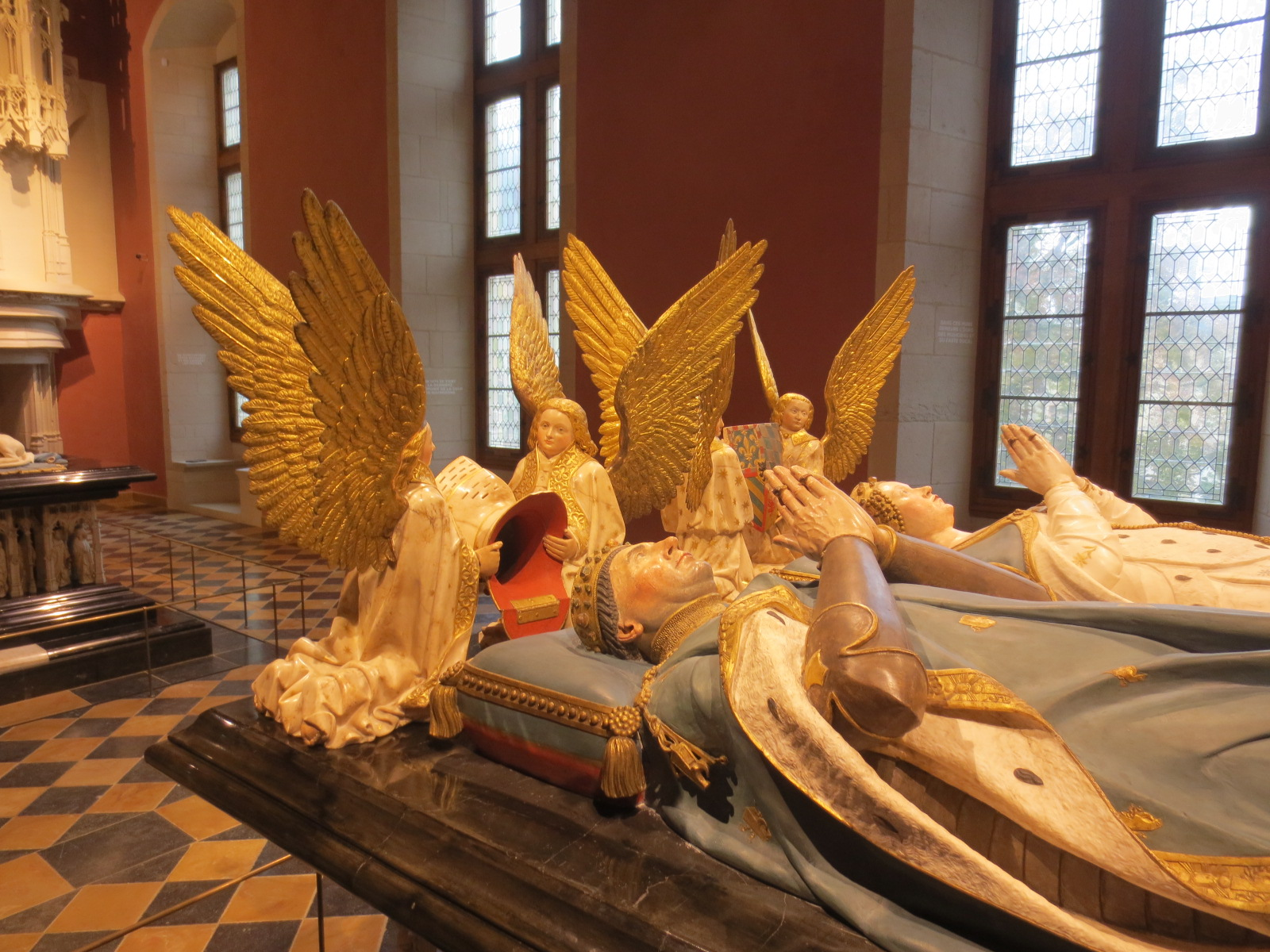
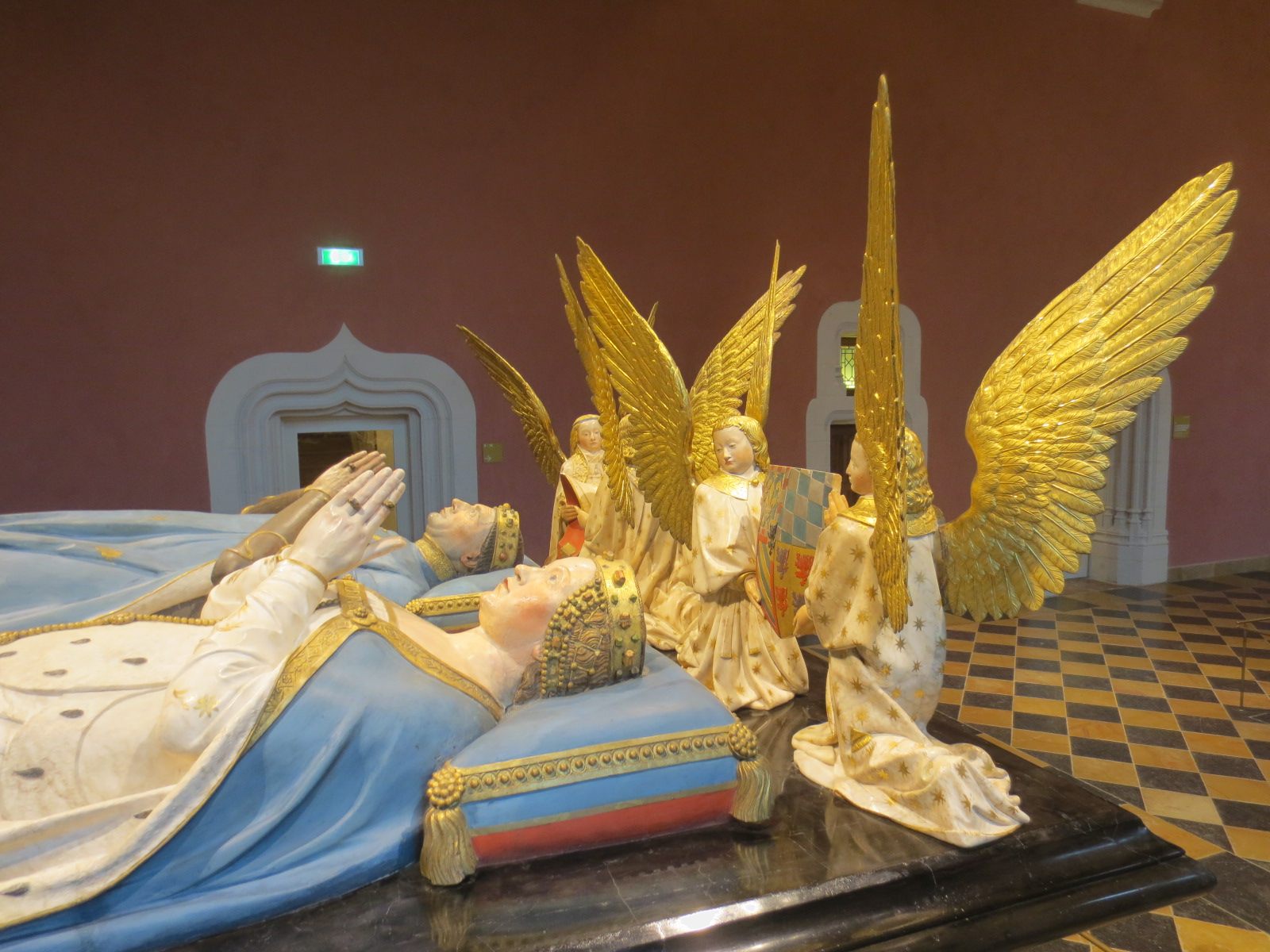
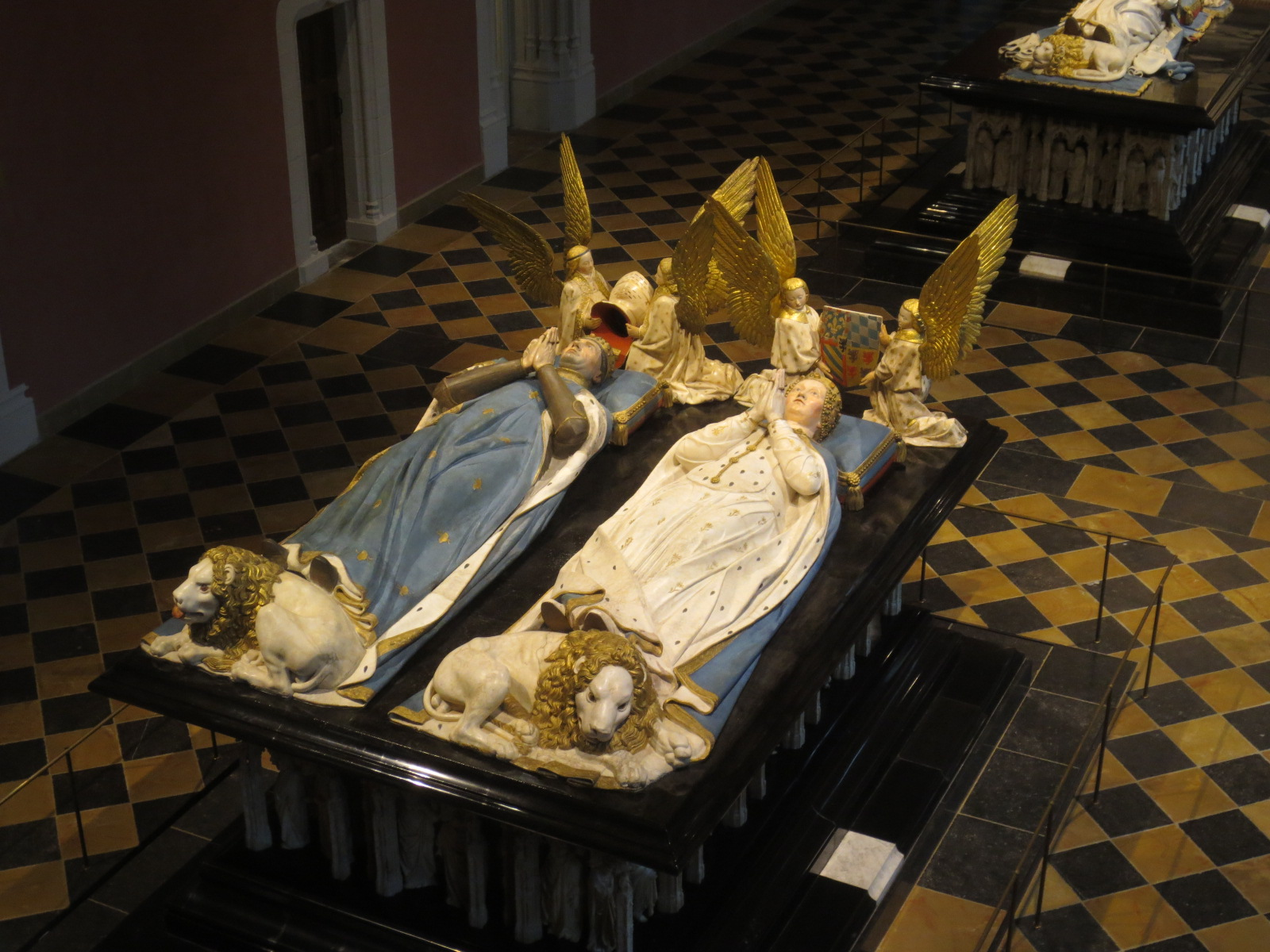

## Pleurants
Les dalles en marbre noir sont portées chacune par un important cortège de 41 pleurants individualisés en deuil, en albâtre.

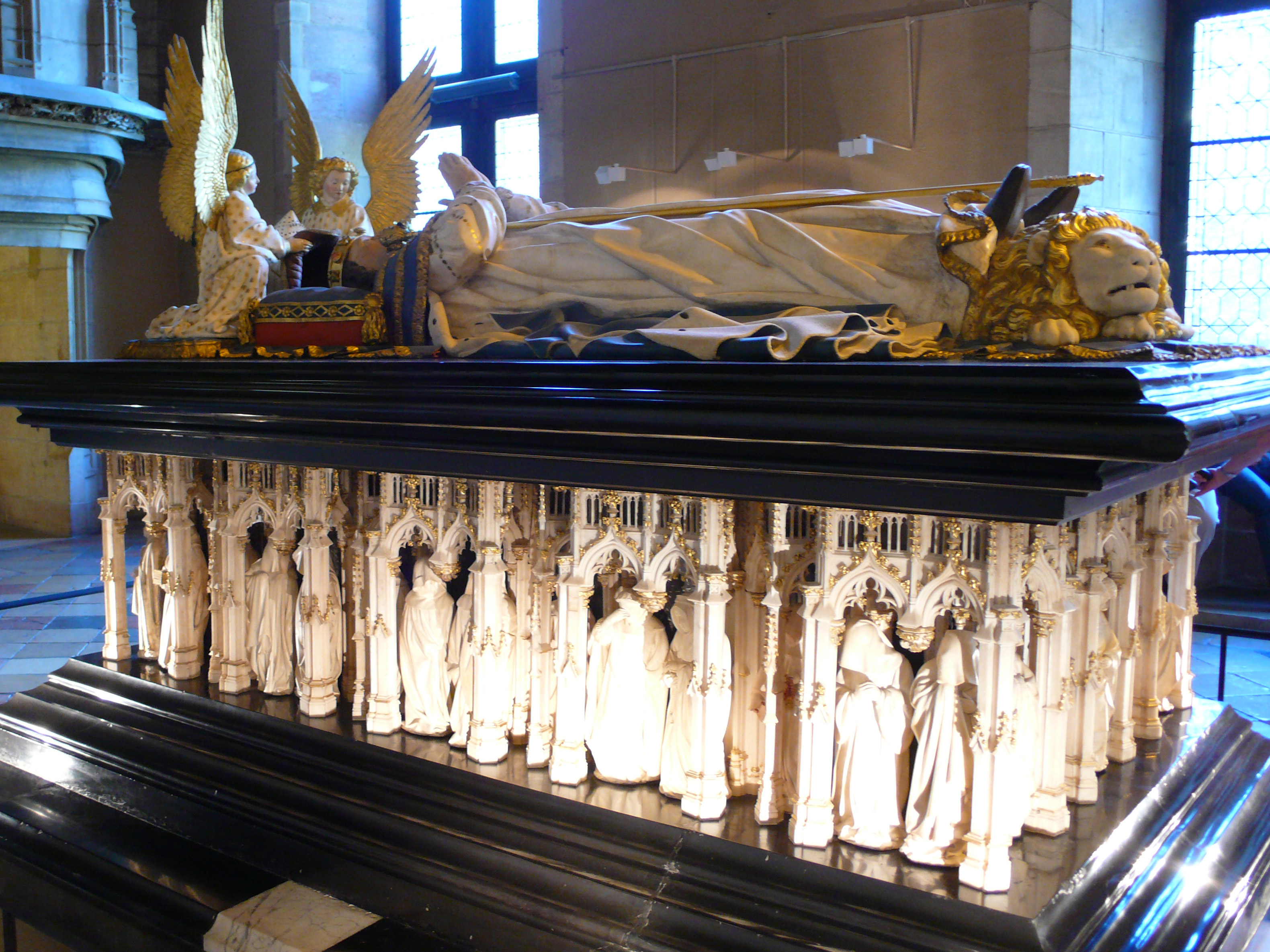
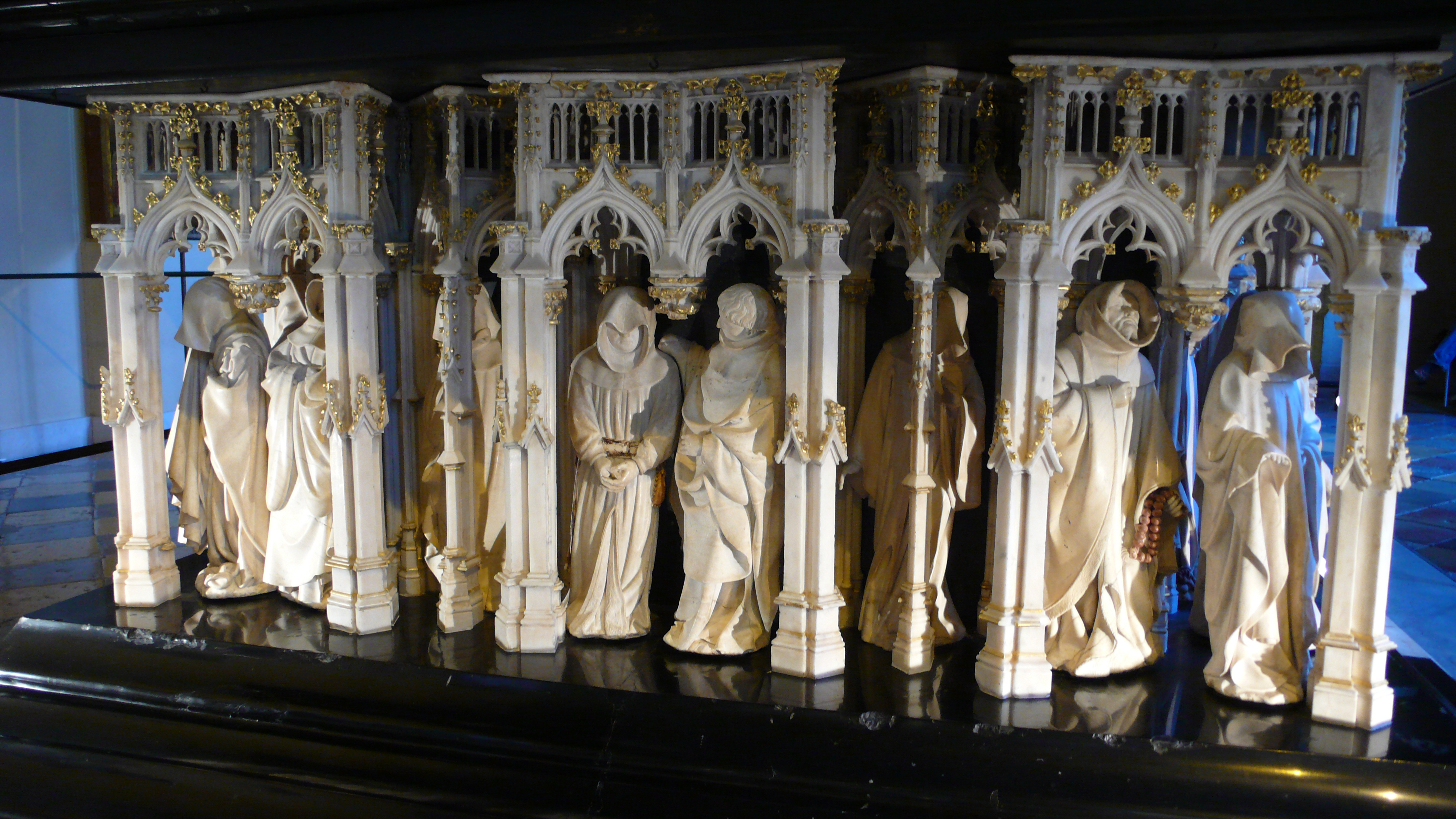
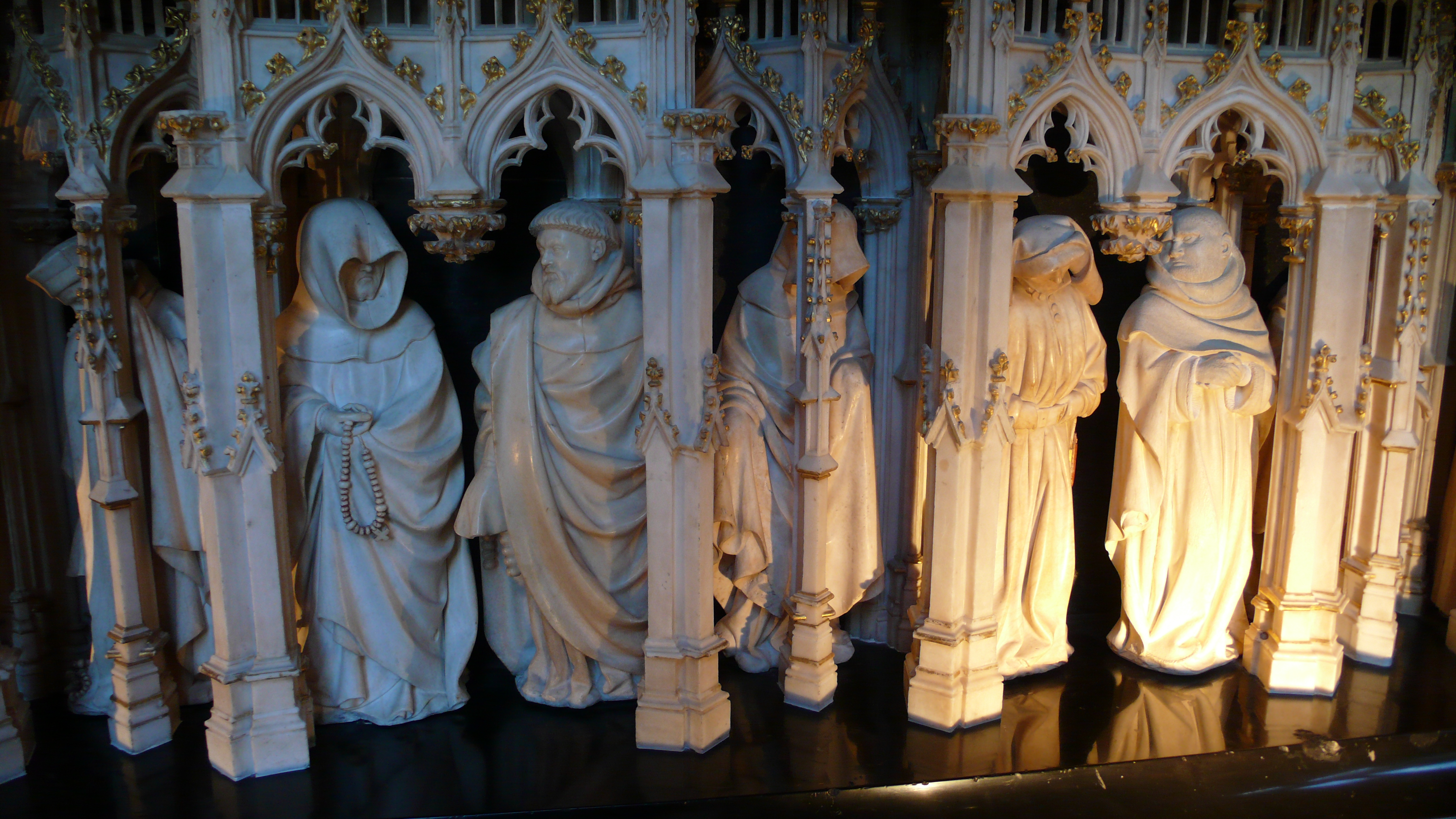
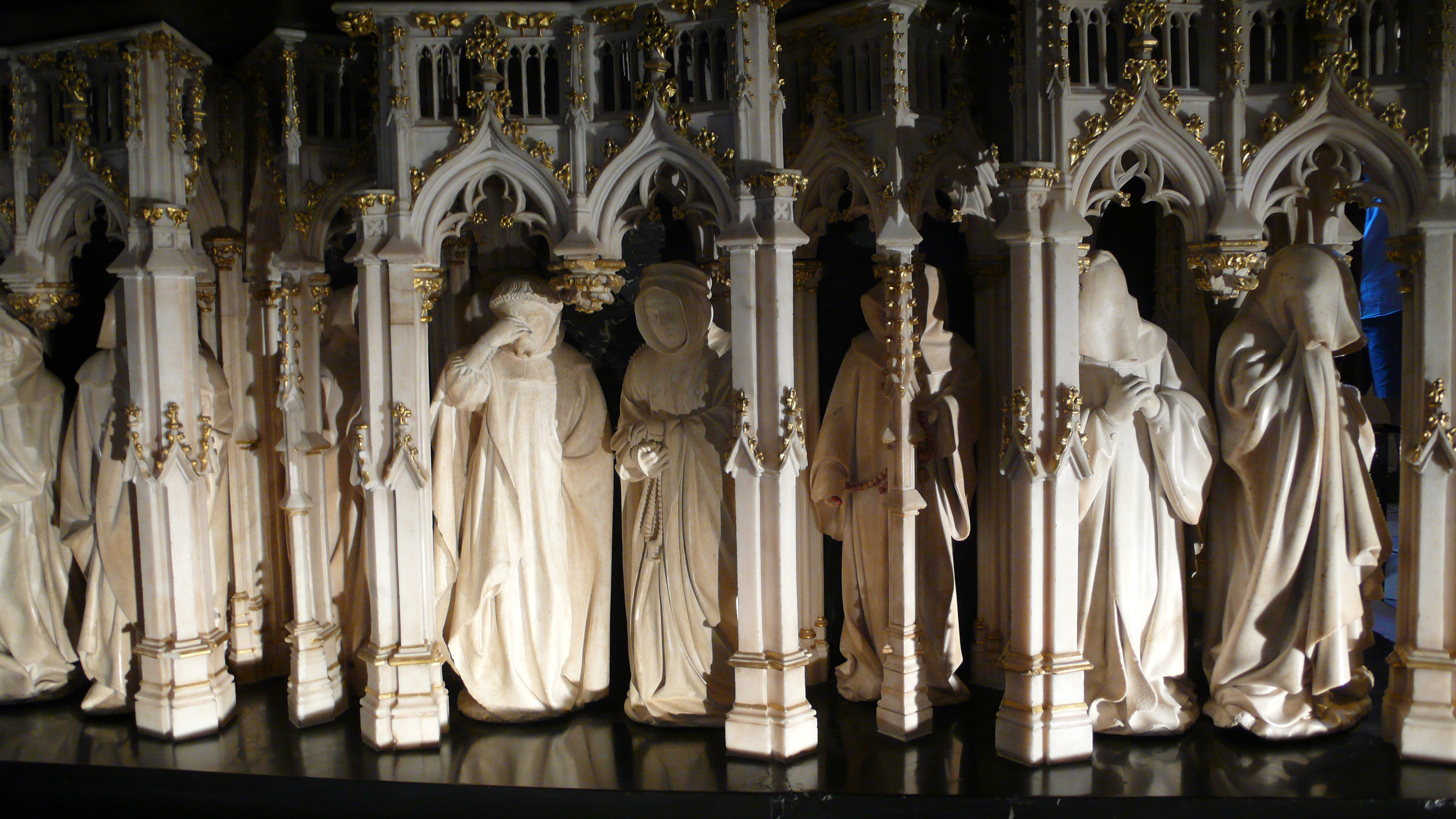